# AIS通信
AIS通信（英語：Advanced Info Service，泰語：แอดวานซ์ อินโฟร์ เซอร์วิส），是一間位於泰國的電信業者，成立於1986年。提供泰國國內的2G、3G及4G行動電話服務。根據2013年的統計，AIS用戶數達3500萬戶。

## 合作伙伴
- CHANGE2561[4]